# Рандолф (Мејн)
Рандолф (енгл. Randolph) насељено је место без административног статуса у америчкој савезној држави Мејн.

## Демографија
По попису из 2010. године број становника је 1.772, што је 139 (-7,3%) становника мање него 2000. године.
| Група             | 2000.         | 2010.         |
| Белци             | 1.850 (96,8%) | 1.710 (96,5%) |
| Афроамериканци    | 9 (0,5%)      | 7 (0,4%)      |
| Азијати           | 5 (0,3%)      | 5 (0,3%)      |
| Хиспаноамериканци | 16 (0,8%)     | 24 (1,4%)     |
| Укупно            | 1.911         | 1.772         |